# Software AG
Software AG és una empresa multinacional alemanya de programari que desenvolupa programari empresarial per a la gestió de processos de negocis, la integració i l'anàlisi de dades massives. L'empresa té la seu a Darmstadt, Alemanya, i té oficines a tot el món.

## Història
L'empresa va ser fundada el 1969 per sis joves empleats de la consultora AIV (Institut für Angewandte Informationsverarbeitung). Un dels fundadors va ser el matemàtic Peter Schnell, que posteriorment es va convertir en president del consell durant molts anys. ADABAS es va llançar el 1971 com a sistema de gestió de bases de dades transaccionals d'alt rendiment.
La companyia va llançar la plataforma de governança SOA Centrasite el 2006 i amb l'adquisició per 546 milions de dòlars del rival estatunidenc webMethods el 2007, Software AG va començar a ser activa en l'espai de productes de bus d'empresa de serveis, gestió de processos de negoci i arquitectura orientada a serveis (SOA).
El juliol de 2009, Software AG va anunciar una oferta de compra per a l'empresa alemanya IDS Scheer AG. Des de febrer de 2010, IDS Scheer forma part del grup Software AG. El 2010, la companyia va adquirir Data Foundations, una important proveïdora de gestió de dades mestres amb seu a Nova Jersey.
El maig de 2011, Software AG va adquirir Terracotta, Inc. i Metismo Ltd. Terracotta Inc és al camp de la tecnologia de memòria principal per a aplicacions i serveis en línia d'alt rendiment. Especialment la plataforma de middleware WebMethods hauria de beneficiar-se d'aquesta adquisició. Al mes d'abril de 2012, Software AG va anunciar la compra del proveïdor de tecnologia britànic my-Channels. Amb My-Channels, Software AG va obtenir accés intern a la tecnologia de missatgeria universal que va permetre a la companyia transferir el seu corrent de dades de forma ràpida i segura a aplicacions mòbils i a la núvol.
El març de 2013, Software AG va invertir en l'empresa amb seu a Berlín metaquark, especialitzada en programari mòbil. L'objectiu és desenvolupar conjuntament la suite de WebMethods Mobile. Al mes d'abril de 2013, Software AG va comprar LongJump, proveïdor de plataformes de núvol als Estats Units. La plataforma com a servei ofereix mòduls i plantilles per a la construcció i execució d'aplicacions de negocis en configuracions de núvol públic o privat.
El 2013, Software AG va adquirir alfabet AG, un proveïdor de programari d'arquitectura empresarial i gestió de cartera d'IT. També va comprar la plataforma de processament d'esdeveniments complexos Apama de Progress Software.
El 27 de març de 2017, Software AG va anunciar la compra de Cumulocity GmbH, amb seu a Düsseldorf, Alemanya.
El 12 de juny de 2018, Software AG va adquirir l'empresa belga d'anàlisi de dades autoservei TrendMiner NV. TrendMiner està especialitzada en l'anàlisi visual de dades per a la indústria manufacturera i de processos. La firma de capital privat Silver Lake va acordar comprar l'empresa per 2.200 milions d'euros (2.400 milions de dòlars).